# Gottlieb August Lange
Gottlieb August Lange (* im 18. Jahrhundert; † 1796) war ein deutscher Buchhändler und Verleger. Die 1749 gegründete Lange’sche Verlagsbuchhandlung hatte ihren Hauptsitz in Stralsund und Filialen in Berlin und Greifswald. Der Verlag hatte ein vielseitiges Angebot; neben vielen Musikalien und naturwissenschaftlichen Werken erschienen auch Reisebeschreibungen, Fabeln und anderes.
Bei Lange lernten bedeutende Buchhändler und Verleger ihr Gewerbe: 
- Ab 1785 ging Georg Carl Wilhelm Rein bei Lange in die Lehre, von wo er nach der Gehilfenprüfung zu Wilhelm Heinsius nach Leipzig wechselte, dessen Buchhandlung er später unter eigenem Namen weiterführte.
- Ab 1790 ging Georg Andreas Reimer in der Greifswalder Filiale in die Lehre. Nach Langes Tod wurde Reimer 1795 zunächst Geschäftsführer des Berliner Hauses von Lange, bevor er 1800 die Leitung der Buchhandlung der Königlichen Realschule zu Berlin übernahm, welche er später unter seinem Namen weiterführte.
- Ferdinand Dümmler fand nach einer in Leipzig absolvierten Lehrzeit seine erste Anstellung als Geselle bei der Lange’schen Buchhandlung in Berlin, bevor er etwa ab 1804 in Göttingen eine von Johann Christian Dieterich gegründete Buchhandlung als Geschäftsführer und stiller Teilhaber leitete.

Im Verlag „G.A. Lange“ erschienen unter anderem:
- Friedrich Wilhelm Marpurg: Handbuch bey dem Generalbasse und der Composition mit zwey- drey- vier- fünf- sechs- sieben- acht und mehrern Stimmen, 2. Aufl. 1752, sowie 1757, 1758
- ders.: Neue Methode allerley Arten von Temperaturen dem Claviere aufs bequemste mitzutheilen, 1790
- Friedrich Philipp Wilmsen: Taschenbuch für die sorgfältiger gebildete Jugend weiblichen Geschlechts,
- Magnus Gottfried Lichtwer: Vier Bücher Aesopischer Fabeln. 2. Aufl. 1758, 3. Aufl. 1762
- Samuel Schaarschmidt: Abhandlung von der Geburtshülfe und wie man sich in denen bey der Geburth vorkommenden Fällen zu verhalten habe, 2. Aufl. 1762
- ders.: Abhandlung vom Receptschreiben oder Anweisung zur ordentlichen Verschreibung derer Arzneimittel. (Hrsg.: Ernst Gottfried Kurella), 1772
- August Schaarschmidt: Angiologische Tabellen. 4. Aufl. 1781
- Per Löfling: Reisebeschreibung nach den spanischen Ländern in Europa und America in den Jahren 1751 bis 1756 nebst Beobachtungen und Anmerkungen über die merkwürdigen Gewächse, 2. Aufl.
- Saul Ascher: Napoleon oder über den Fortschritt der Regierung, 1808
- Ernst Moritz Arndt: Reise durch Schweden im Jahr 1804. 4 Bände, 1806
- Berliner Astronomisches Jahrbuch (zumindest 1809)
- Bernhard Friedrich Mönnich: Lehrbuch der Mathematik vorzüglich für solche, welche sie erlernen, um sie bei einem andern Hauptgeschäfte zu nutzen, 1781
- Johann Elert Bode: Vorstellung der Gestirne auf XXXIV Kupfertafeln, 1782
- ders.: Verzeichnis der geraden Aufsteigung und der Abweichung von 5505 Sternen nach den Beobachtungen des Herrn Dr. Piazzi in Palermo und von 372 der vornehmsten Nebelflecken und Sternhaufen nach den Beobachtungen verschiedener Astronomen für den 1sten Januar 1800, 1805
- Johann Friedrich Wilhelm Herbst: Versuch einer Naturgeschichte der Krabben und Krebse nebst einer systematischen Beschreibung ihrer verschiedenen Arten (mehrbändig) 1791–1796 u. 1804
- Johann Gottlob Lehmann: Versuch einer Geschichte von Flötz-Gebirgen, 1756
- Joachim Friedrich Henckel: Anweisung zum chirurgischen Verbande, 2. Aufl. 1767
- Johann Christian Stark: Johann Friedrich Henkels Anweisung zum verbesserten chirurgischen Verbande, durchaus umgearbeitet und mit vielen Zusätzen versehen, 1802
- Georg Heinrich Borowski: Gemeinnüzzige Naturgeschichte des Thierreichs (mehrbändig), 1784. doi:10.5962/bhl.title.40486
- Johann Georg Krünitz: Herrn Joseph Priestley, beider Rechte Doktors ... Geschichte und gegenwärtiger Zustand der Elektricität: nebst eigenthümlichen Versuchen: nach der zweyten vermehrten und verbesserten Ausgabe aus dem Englischen übersetzt und mit Anmerkungen begleitet, 1772
- Johann Theodor Eller: Ausübende Arzneywissenschaft, oder praktische Anweisung zu der gründlichen Erkenntniss und Cur aller innerlichen Krankheiten des menschlichen Körpers, 1767
- Friedrich Heinrich Wilhelm Ihring: Kaufmännisches Rechenbuch für Lehrer und Lernende, 1799
- Friedrich Ludwig Kahle: Anmerkungen zu dem Buche: Ueber die bürgerliche Verbeßerung der Juden vom Herrn Geheimden Rath von Dohm, 1789
- Gottfried Ludolph Graßmann: Abhandlung, ein Land in Ermangelung des Düngers fruchtbar zu machen und fruchtbar zu erhalten, 1772

| Personendaten    | Personendaten                      |
| ---------------- | ---------------------------------- |
| NAME             | Lange, Gottlieb August             |
| KURZBESCHREIBUNG | deutscher Buchhändler und Verleger |
| GEBURTSDATUM     | 18. Jahrhundert                    |
| STERBEDATUM      | 1796                               |